# Lycaste xytriophora
 Lycaste xytriophora  , es un especie de orquídea epífita, originaria de Sudamérica.

## Descripción
Lycaste xytriophora posee unos pseudobulbos ovoides comprimidos lateralmente que portan de 1 a 3 hojas amplias, lanceoladas con nerviaciones pronunciadas y con terminación en pico. Estas hojas son caducas y cuando se caen dejan ver unas espinas en el pseudobulbo, del que sale  el tallo de inflorescencia, muchos de diferentes bulbos a un tiempo, de unos 15 cm con una sola flor.

Esta especie produce una flor de apariencia  triangular, espectacular y grande de larga duración, que tienen una peculiar fragancia y una apariencia cérea. La floración se produce en primavera y verano en el hemisferio norte.

## Distribución y hábitat
Estas especies son epífitas se distribuye desde Panamá hasta Colombia, y Ecuador. Se encuentran en bosques de montañas más bien seca con nieblas y humedad variable estacionalmente en alturas que oscilan entre los 400 a 2200 metros.  